# معدل الأيض الحقلي
معدل الأيض الحقلي (FMR) يشير إلى قياس المعدل الأيضي لحيوان يعيش حرا في البرية.